# Thérèse Zafy
Thérèse Auguste Zafy, née Zafimahova, est une personnalité politique et militante malgache qui a été Première dame de Madagascar de 1991 à 1996. Elle est la veuve de l'ancien président Albert Zafy, décédé en 2017.

## Biographie

### Enfance, éducation et débuts
Thérèse Zafy, membre du peuple Antesaka a pour parents, Antoine Zafimahova et Marie Anne Kemba. Albert Zafy l'épouse dans les années 1960 lors d'une cérémonie de mariage traditionnel Antankarana. Le couple a eu trois enfants : Aimé Zafy, Sylvie Zafy et Richard « Titus » Zafy,.
Son mari décède des suites d'un accident vasculaire cérébral à l'hôpital Saint-Pierre de la Réunion le 13 octobre 2017.

### Première dame de Madagascar
Elle devient première dame en 1991. Lors des "mada-raid" ou les tournées en voiture que le président Albert  a l'habitude de faire, Thérèse Zafy affirme sa communion de destin avec son mari, et qu'elle se trouve être une partenaire effective du président tout en montrant une image pieuse et simple de leur couple.
Elle est membre active d'une organisation humanitaire dédiée aux nécessiteux à Soavimasoandro: "conference de saint Vincent de Paul." Ils aident les enfants et les personnes âgées.
Comme chaque première dame de Madagascar, elle a été présidente d'honneur de l'association Wednesday Morning Group ou WMG, une association qui a comme activité de collecter des fonds pour soulager la misère des déshérités.
En 2019, veuve du père de la démocratie, elle est invitée à la cérémonie d'investiture du président Rajoelina.